# Incilius guanacaste
Incilius guanacaste és una espècie d'amfibi de la família dels bufònids. Es troba al nord-oest de Costa Rica, al volcà Miravalles i al volcà Rincón de la Vieja, a la Cordillera de Guanacaste. La zona es coneix poc i no s'ha localitzat l'espècie en pics propers. S'ha observat entre els 1.900 i 2.000 metres d'altitud. L'espècie només es coneix a partir de tres exemplars i no hi ha informació sobre l'abundància d'aquesta. Viu al bosc nebulós i al bosc nan castigat pel vent. Com altres membres del gènere, probablement estiguin associats a la fullaraca. També és possible que tinguin un desenvolupament directe.